# 珠江星火1926

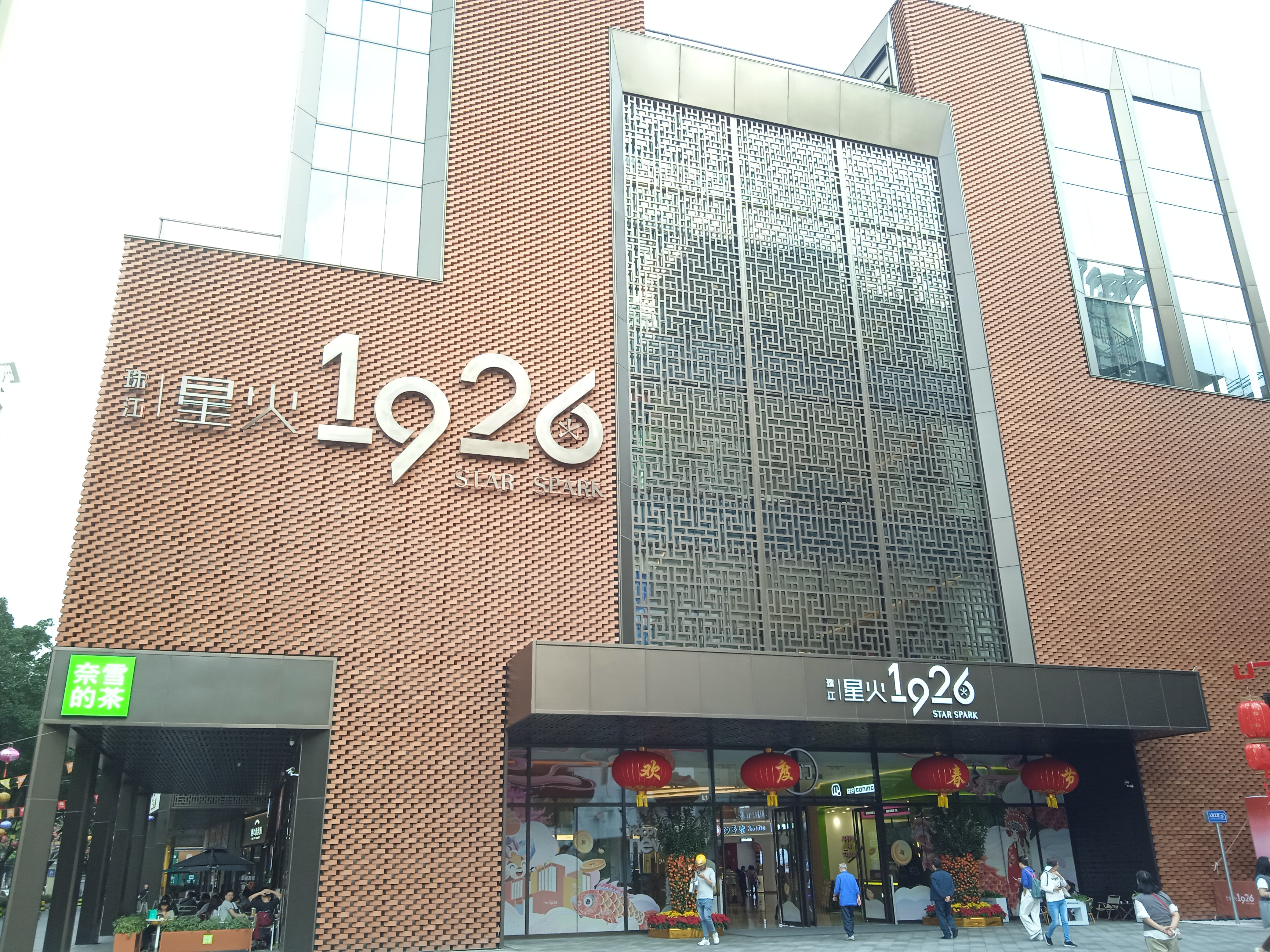
商场

珠江·星火1926是珠江实业集团旗下珠江商管公司打造的主题型商业项目，位于中华人民共和国广东省广州市越秀区大塘街道中山四路55号，于2023年8月26日正式开业。商场总建筑面积34,067.3平方米，设有地下4层、地上6层。

## 邻近车站
- 广州地铁1号线农讲所站B出入口（该口亦设有通往本商场负一层的通道）[9]